# Oleg Niedaszkowski
Oleg Olegowicz Niedaszkowski (ros. Олег Олегович Недашковский, ur. 9 września 1987 w Dżambule) – kazachski piłkarz grający na pozycji pomocnika, reprezentant kraju.

## Kariera piłkarska

### Kariera klubowa
Niedaszkowski rozpoczął karierę w FK Tarazie, do którego dwukrotnie powracał. Występował także w Kajracie Ałmaty, Sungkarze Kaskeleng, Tobyle Kostanaj, a obecnie gra w Okżetpesie Kokczetaw.

### Kariera reprezentacyjna
W reprezentacji Kazachstanu zadebiutował 4 czerwca 2013 roku w meczu towarzyskim przeciwko Bułgarii. Było to jego jedyne spotkanie.
| Mecze i gole w reprezentacji | Mecze i gole w reprezentacji | Mecze i gole w reprezentacji | Mecze i gole w reprezentacji | Mecze i gole w reprezentacji | Mecze i gole w reprezentacji | Mecze i gole w reprezentacji |
| Kazachstan                   | Kazachstan                   | Kazachstan                   | Kazachstan                   | Kazachstan                   | Kazachstan                   | Kazachstan                   |
| Lp.                          | Data                         | Miasto                       | Przeciwnik                   | Gol                          | Wynik                        | Rozgrywki                    |
| ---------------------------- | ---------------------------- | ---------------------------- | ---------------------------- | ---------------------------- | ---------------------------- | ---------------------------- |
| 1.                           | 04.06.2013                   | Ałmaty                       | Bułgaria                     |                              | 1:2                          | towarzyski                   |